# John Gunther Dean

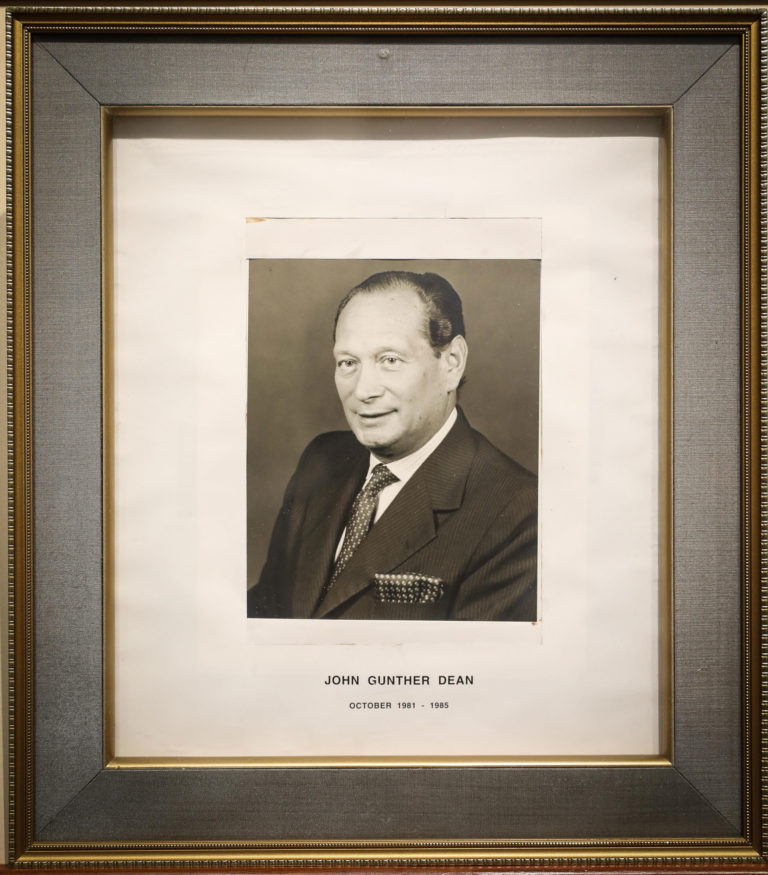
John_Gunther_Dean

John Gunther Dean, geboren als Johann Gunther Dienstfertig (* 24. Februar 1926 in Breslau, Deutsches Reich; † 6. Juni 2019) war ein deutschamerikanischer Diplomat, der Botschafter der Vereinigten Staaten in verschiedenen Staaten war.

## Leben
Hans Dienstfertig war ein Sohn des Joseph Dienstfertig und der Lucy Askenazy. Nach der Machtübergabe an die Nationalsozialisten floh die Familie in die USA. Er besuchte die Kansas City High School und diente nach dem Erwerb der US-Staatsbürgerschaft während des Zweiten Weltkrieges von 1944 bis 1945 in der US Army und nahm den Familiennamen Dean an. Nach Kriegsende absolvierte er ein grundständiges Studium an der Harvard University, das er 1947 mit einem Bachelor of Science (B.S.) beendete. Während eines darauf folgenden postgradualen Studiums der Rechtswissenschaften an der Universität von Paris-Sorbonne erwarb er 1949 einen Doktor der Rechte. Ein weiteres postgraduales Studium im Fach Internationale Beziehungen an der Harvard University schloss er 1950 mit einem Master of Arts (M.A. International Relations) ab.
1954 trat Dean in den diplomatischen Dienst ein und war nach verschiedenen Verwendungen zwischen dem 24. September 1960 und dem 17. Januar 1961 als Geschäftsträger ad interim kommissarischer Leiter der Botschaft in Mali. Danach folgten weitere Verwendungen im US-Außenministerium, ehe er am 14. März 1974 zum Botschafter in der Republik Khmer ernannt wurde. Er übergab dort am 3. April 1974 als Nachfolger von Emory C. Swank sein Akkreditierungsschreiben und verblieb auf diesem Posten bis zur Schließung der Botschaft im Zuge des ersten Bürgerkrieges am 12. April 1975. Danach übernahm er am 23. Oktober 1975 das Amt als Botschafter in Dänemark, wo er am 6. November 1975 als Nachfolger von Philip K. Crowe sein Beglaubigungsschreiben übergab. Diese Funktion hatte er bis zum 18. Juli 1978 inne und wurde danach von Warren Demian Manshel abgelöst.
John Gunther Dean selbst wurde daraufhin am 2. Oktober 1978 zum Botschafter im Libanon ernannt und überreichte am 10. Oktober 1978 als Nachfolger von Richard Bordeaux Parker sein Akkreditierungsschreiben. Das Amt des Botschafters im Libanon hatte er bis zum 23. Juni 1981 inne und wurde danach von Robert Sherwood Dillon abgelöst. Anschließend wurde er am 1. Oktober 1981 zum Botschafter in Thailand berufen und übergab als Nachfolger von Morton I. Abramowitz am 26. Oktober 1981 sein Beglaubigungsschreiben. Er verblieb in dieser Verwendung bis zum 6. Juni 1985, ehe am 5. Juli 1985 William Andreas Brown seine dortige Nachfolge antrat.
Zuletzt wurde Dean am 2. August 1985 zum außerordentlichen und bevollmächtigten Botschafter der Vereinigten Staaten in Indien ernannt, wo er am 6. September 1985 als Nachfolger von Harry G. Barnes sein Akkreditierungsschreiben übergab. Er bekleidete diesen Botschafterposten bis zum 7. November 1988 und wurde im Anschluss von John R. Hubbard abgelöst. Aus seiner Ehe mit Martine Duphenieux gingen vier Kinder hervor. Aus einer anderen Beziehung hat er zwei weitere Kinder. Er wurde am 18. Juni in der Kirche von Saint-Etienne in Cajarc, Frankreich, beigesetzt.